# 魏尧
魏尧（1963年12月—），中华人民共和国政治人物，籍贯安徽省巢湖市，中共十九大代表。

## 生平
1983年，毕业于安徽省商业学校（现安徽商贸职业技术学院）会计专业。後透过自学考试进入安徽大学法律专科学习。以后又在安徽财贸学院、中国科学技术大学就读，最终取得管理学硕士学位。1983年至1986年，在安徽省五金交电化工公司任职。1986年至2000年，历任安徽省审计局行政事业审计处办事员、科员、副主任科员，综合处副主任科员、主任科员，办公室正科级秘书，安徽省审计厅办公室副主任，安徽省审计厅金融审计处处长，安徽省审计厅厅长助理。2000年至2003年，任安徽省蚌埠市中市区委副书记、代理区长、区长。2003年2月，任蚌埠市固镇县委书记。2003年12月，任蚌埠市委常委。2005年12月，任安徽省马鞍山市委常委。2006年1月，任马鞍山市委组织部部长。2011年4月，任马鞍山市人民政府常务副市长。2013年8月，升任马鞍山市人民政府市长。2016年8月，任马鞍山市委书记。2017年12月，任马钢集团党委书记、董事长。2020年起任中国宝武钢铁集团有限公司党委常委，直到2024年6月去职。
2017年6月，当选中共十九大代表。